# 2681 Ostrovskij
2681 Ostrovskij è un asteroide della fascia principale. Scoperto nel 1975, presenta un'orbita caratterizzata da un semiasse maggiore pari a 2,7453309 UA e da un'eccentricità di 0,1920984, inclinata di 3,98430° rispetto all'eclittica.